# Cryptocoryne jacobsenii
Cryptocoryne jacobsenii là một loài thực vật có hoa trong họ Ráy (Araceae). Loài này được de Wit mô tả khoa học đầu tiên năm 1976.